# Screamadelica
Screamadelica (рус. Скримаделика) — третий студийный альбом шотландской инди-поп группы Primal Scream, выпущенный 23 сентября 1991 года на лейбле Creation Records в Великобритании и 8 октября 1991 года на лейбле Sire Records в Северной Америке.

## Список композиций
1. «Movin' on Up» — 3:47
2. «Slip Inside This House» — 5:14
3. «Don’t Fight It, Feel It» — 6:51
4. «Higher Than the Sun» — 3:36
5. «Inner Flight» — 5:00 (instrumental)
6. «Come Together» — 10:21 (UK Version) / «Come Together (Terry Farley Mix)» — 8:06 (US Version)
7. «Loaded» — 7:01
8. «Damaged» — 5:37
9. «I’m Comin' Down» — 5:59
10. «Higher Than the Sun (A Dub Symphony In Two Parts)» — 7:37
11. «Shine Like Stars» — 3:45

## Участники записи
- Primal Scream:
  - Бобби Гиллеспи — вокал, тексты
  - Роберт Янг — гитара, тексты
  - Эндрю Иннес — гитара, тексты, продюсирование
  - Мартин Даффи — пианино
  - Филлип Томанов — ударные
- Эндрю Уэзеролл — продюсер
- Хьюго Николсон — продюсер
- Дейв Burnham — звукорежиссёр
- Джимми Миллер — микширование, продюсер («Movin' on Up», «Damaged»)
- Paul Taylor — программирование («Movin' on Up»)
- Hypnotone — продюсирование («Slip Inside This House»)
- Rocky Erickson, Tommy Hall — текст («Slip Inside This House»)
- Denise Johnson — вокал («Don’t Fight It, Feel It»)
- The Orb, Dr. Alex Paterson, Thrash — продюсирование («Higher Than the Sun»)
- Jah Wobble — бас-гитара («Higher Than the Sun (A Dub Symphony In Two Parts)»)
- Paul Cannell — оформление обложки
- ES(p) — оформление
- Grant Fleming — фотограф